# Jyoti Basu
Jyoti Basu (8. juli 1914−17. januar 2010) var en politiker fra det kommunistiske parti ISK i Vestbengalen i Indien. Han har i mange år været medlem af politbureauet i Det indiske Kommunistparti (CPI (M)), og var premierminister (Chief Minister) i hjemlandet i 1977-2000, hvilket gjorde ham til den indiske politiker, der har haft denne stilling længst.